# Othello-Effekt
Der Othello-Effekt, ursprünglich Othello-Fehler (engl. Othello Error) oder seltener Othello-Theorie (engl. Othello Theory), ist ein Begriff aus der Psychologie und besagt, dass in intensiven Befragungssituationen (z. B. während eines Verhörs) die extreme Nervosität einer Person nicht zwangsläufig darauf zurückzuführen ist, dass diese Person auch die Unwahrheit sagt (lügt).

## Begriffsbelegung
Der ursprüngliche Begriff Othello-Fehler – heute in der Literatur mit Othello-Effekt bezeichnet – wurde 1985 von dem Anthropologen und Psychologen Paul Ekman in seinem Buch Telling Lies eingeführt:

In einer Befragungssituation (Vernehmung, (Kreuz)Verhör, Inquisition), die potentiell – bei Bestätigung des Vorwurfes – eine schwerwiegende Konsequenz für die befragte Person nach sich ziehen kann, kann diese Person, die tatsächlich unschuldig ist und die Wahrheit sagt, nervös, ängstlich oder widersprüchlich agieren. Der Verhörende kann dadurch das Verhalten der verhörten Person mit dem nervös-ängstlichen Verhalten eines tatsächlichen Lügners verwechseln, der Angst hat, entlarvt zu werden. Der Verhörende begeht also möglicherweise einen Fehler (error), wenn er nicht erkennt, dass allein der Stress der Befragungssituation die gleiche Verhaltensweise und Körpersprache bewirken kann wie die Nervosität aus Sorge vor der Überführung einer Lüge.
Namensgebend für den Begriff ist das Theaterstück Othello von William Shakespeare, in dem Othello voreingenommen und unter starken Emotionen seiner Ehefrau Desdemona Untreue vorwirft und den Fehler  begeht, ihren unter Weinen vorgebrachten, ebenfalls emotionalen Beteuerungen, dass dem nicht so sei, keinen Glauben schenkt.

## Bibliographie
- Paul Ekman: Telling Lies: Clues to Deceit in the Marketplace, Politics, and Marriage (W. W. Norton & Company, 1985) ISBN 0-393-32188-6